# Guariento di Arpo
 (septembre 2016).
Guariento di Arpo né à Padoue ou Venise entre 1310 et 1320, et mort dans la même ville entre 1368 et 1370, probablement originaire de Piove di Sacco, est un peintre anonyme italien.
Il est nommé ainsi pour avoir peint le Cycle des anges de Guariento de la chapelle privée des Carraresi de Padoue, des figures longilignes et sinueuses typiques de l'angéologie médiévale, encore gothique, à la charnière du style byzantin et de l'école giottesque, et influencée également par Venise.

## Biographie
Guariento di Arpo se forme probablement à l'école des peintres de Rimini, présents à Padoue à partir de 1324. Actif surtout dans sa ville natale où il est attesté de 1338 à 1364, il travaille pour des milieux liés à la cour de Carrare et dans l'église des Eremitani.
En 1365-1366, à l'invitation du doge Marco Cornaro, il vient s'installer à Venise pour décorer la salle du grand Conseil au palais Ducal, avec un monumental Couronnement de la Vierge au Paradis, gravement endommagé par l'incendie de 1577.

## Œuvres
- Crucifix, vers 1332, Museo Civico de Bassano del Grappa, seule œuvre signée.
- Scènes de la vie du Christ, Archanges de 1354 musée civique de Padoue[2].
- Ascension du Christ, vers 1344, Venise, Collection Vittorio Cini.
- Le Couronnement de la Vierge entourée des hiérarchies célestes, dit Le Paradis, 1365, détruit par un incendie le 20 décembre 1577, autrefois dans la salle du grand conseil du palais des Doges de Venise, aujourd'hui dans la salle d'Armes[3].
- Bataille de Spoleto, Venise, palais des Doges.
- Fresques de  la chapelle Saint-Nicolas de l'église des Dominicains à Bolzano, aujourd'hui détruite.
- Fresques  de l'église des érémitiques de Padoue : allégories des planètes, dont un Ecce Homo et une Vie de saint Augustin.
- Retables, Los Angeles, Norton Simon Museum.
- Retable, Milan, musée diocésain.
- Tête de Chérubin, Pavie, Musées Civiques de Pavie
- Madone de l'Humilité, Los Angeles, Getty Center.
- Vierge à l'Enfant, New York, Metropolitan Museum of Art.
- Crucifix peint, Cambridge, Fogg Art Museum.
- Triptyque avec la Crucifixion et saint Jean-Baptiste, saint Bartholomé, saint André et sainte Catherine, vers 1360, tempera et or sur panneau, 58,5 × 71 cm, Newark, collection Alana.